# 宏程国际大厦
宏程国际大厦是位于杭州市钱江新城的高层写字楼。

## 简介
位于香樟路与剧院路交叉口。2006年12月1日开工。
地上35层高154.6米，地下2层。一层为沿街整体商铺，二、三、四层为大空间商铺。占地面积8487平方米，总建筑面积71797平方米。